# Hildegard Schirrmeister

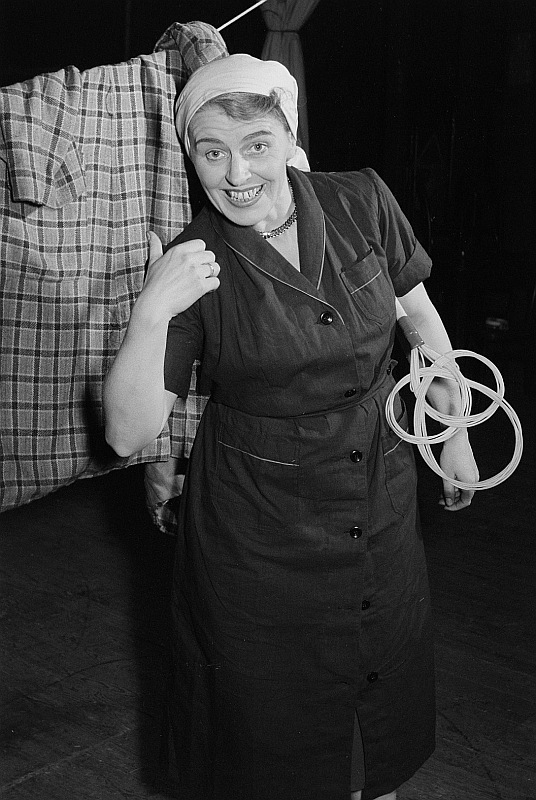
Hildegard Schirrmeister (1954)

Hildegard Schirrmeister (* 20. Jahrhundert) war eine deutsche Schauspielerin und Kabarettistin.

## Leben
Schirrmeister gründete im Jahr 1954 gemeinsam mit den jungen Schauspielern des Theaters der Jungen Welt die Leipziger Pfeffermühle im sogenannten „Weißen Saal des Zoo“.
Schirrmeister lernte am Theater den Schauspieler und Theaterregisseur Heinz Scholze kennen und heiratete ihn später. Aus der Ehe stammte die gemeinsame Tochter Sabine Scholze, die ebenfalls den Schauspielberuf ergriff. Schirrmeister war zusammen mit ihrem Ehemann am Landestheater Altenburg mehrere Jahre engagiert, wo sie als Schauspielerin und Kabarettistin tätig war.